# 아베 쇼헤이
아베 쇼헤이(일본어: 阿部 翔平, 1983년 12월 1일 ~ )는 일본의 축구 선수이다. 현재 도쿄 시티 FC에서 뛰고 있다.

## 구단 경력
그는 2006년부터 2018년까지 J리그의 나고야 그램퍼스, 방포레 고후, 제프 유나이티드 지바에서 활동하였다.